# Liga Femenina 2 de baloncesto 2013-14
La Liga Femenina 2 de baloncesto 2013-14 fue la 13.ª temporada de la segunda máxima competición de clubes femeninos de baloncesto en España, organizada por la Federación Española de Baloncesto.

## Formato
- Liga regular: participaron 24 equipos divididos en dos grupos de doce equipos cada uno. En cada grupo jugaron todos contra todos en partidos de ida/vuelta en 22 jornadas.
- Fase final: los cuatro primeros de ambos grupos disputaron en una misma sede la fase de ascenso a Liga Femenina, se dividieron en dos grupos de cuatro equipos, dos del grupo A y 2 del grupo B según el orden de clasificación. Los dos mejores de cada grupo pasaron a las semifinales. El ganador de cada una de ellas ascendió deportivamente a Liga Femenina.[1]
- Los dos últimos clasificados en la liga regular en cada grupo descendieron a Primera División Femenina.

## Equipos por comunidad autónoma

### Grupo A
| Comunidad autónoma | N.º | Equipos |
| ------------------ | --- | --- |
| Asturias           | 2   | ADBA (Avilés) Universidad de Oviedo (Oviedo) |
| Castilla y León    | 2   | León Cuna del Parlamentarismo (León) Universidad de Valladolid (Valladolid) |
| Extremadura        | 2   | CB Al-Qázeres Extremadura (Cáceres) Café Barco GBP (Badajoz) |
| Galicia            | 6   | Universitario de Ferrol (Ferrol) RC Celta Selmark (Vigo) Durán Maquinaria Ensino (Lugo) Portomar Cortegada (Villagarcía de Arosa) CB Arxil (Pontevedra) Pabellón Ourense (Orense) |

### Grupo B
| Comunidad autónoma  | N.º | Equipos |
| ------------------- | --- | --- |
| Canarias            | 1   | McDonald's Tenerife (Santa Cruz de Tenerife) |
| Cataluña            | 2   | GoPro Barça CBS (Sant Feliu de Llobregat) Segle XXI (Barcelona)                                                                                        |
| Comunidad de Madrid | 5   | Grupo EM Leganés (Leganés) Fundal Alcobendas (Alcobendas) Distrito Olímpico Plenilunio (Madrid) Tuenti Móvil Estudiantes (Madrid) CREF ¡Hola! (Madrid) |
| Islas Baleares      | 1   | Instituto de Fertilidad Air Europa (El Arenal) |
| La Rioja            | 1   | Campus Promete (Logroño) |
| País Vasco          | 2   | Gernika Bizkaia (Guernica y Luno) UPV/EHU Araski AES (Vitoria)                                                                                         |

## Liga Regular

### Grupo A
| | Equipo                        | Puntos | J  | G  | P  | PF   | PC   | DP   |
| --- | ----------------------------- | ------ | -- | -- | -- | ---- | ---- | ---- |
| 1 | Universitario de Ferrol       | 42     | 22 | 20 | 2  | 1629 | 1169 | 460  |
| 2 | CB Al-Qázeres Extremadura     | 41     | 22 | 19 | 3  | 1589 | 1239 | 350  |
| 3 | Durán Maquinaria Ensino       | 41     | 22 | 19 | 3  | 1607 | 1303 | 304  |
| 4 | ADBA                          | 35     | 22 | 13 | 9  | 1444 | 1376 | 68   |
| 5 | RC Celta Selmark              | 33     | 22 | 11 | 11 | 1230 | 1209 | 21   |
| 6 | CB Arxil                      | 33     | 22 | 11 | 11 | 1369 | 1419 | -50  |
| 7 | Portomar Cortegada            | 32     | 22 | 10 | 12 | 1348 | 1396 | -48  |
| 8 | Universidad de Oviedo         | 30     | 22 | 8  | 14 | 1192 | 1369 | -177 |
| 9 | Café Barco GBP                | 30     | 22 | 8  | 14 | 1360 | 1402 | -42  |
| 10 | León Cuna del Parlamentarismo | 30     | 22 | 8  | 14 | 1364 | 1486 | -122 |
| 11 | Pabellón Ourense              | 25     | 22 | 3  | 19 | 1105 | 1581 | -476 |
| 12 | Universidad de Valladolid     | 24     | 22 | 2  | 20 | 1131 | 1419 | -288 |
| Fuente: Federación Española de Baloncesto: Clasificación de la Liga Femenina 2 - Grupo A; actualización automática |                               |        |    |    |    |      |      |      |

### Grupo B
| | Equipo                             | Puntos | J  | G  | P  | PF   | PC   | DP   |
| --- | ---------------------------------- | ------ | -- | -- | -- | ---- | ---- | ---- |
| 1 | Gernika Bizkaia                    | 40     | 22 | 18 | 4  | 1573 | 1280 | 293  |
| 2 | Fundal Alcobendas                  | 39     | 22 | 17 | 5  | 1536 | 1326 | 210  |
| 3 | Campus Promete                     | 39     | 22 | 17 | 5  | 1574 | 1358 | 216  |
| 4 | CREF ¡Hola!                        | 38     | 22 | 16 | 6  | 1484 | 1307 | 177  |
| 5 | Segle XXI                          | 36     | 22 | 14 | 8  | 1490 | 1375 | 115  |
| 6 | Tuenti Móvil Estudiantes           | 33     | 22 | 11 | 11 | 1342 | 1390 | -48  |
| 7 | Grupo EM Leganés                   | 32     | 22 | 10 | 12 | 1372 | 1434 | -62  |
| 8 | Instituto de Fertilidad Air Europa | 29     | 22 | 7  | 15 | 1338 | 1466 | -128 |
| 9 | UPV/EHU Araski AES                 | 29     | 22 | 7  | 15 | 1319 | 1450 | -131 |
| 10 | Distrito Olímpico Plenilunio       | 29     | 22 | 7  | 15 | 1300 | 1365 | -65  |
| 11 | McDonald's Tenerife                | 27     | 22 | 5  | 17 | 1287 | 1568 | -281 |
| 12 | GoPro Barça CBS                    | 25     | 22 | 3  | 19 | 1290 | 1586 | -296 |
| Fuente: Federación Española de Baloncesto: Clasificación de la Liga Femenina 2 - Grupo B; actualización automática |                                    |        |    |    |    |      |      |      |

## Fase Final

### Grupo 1
| | Equipo                  | Puntos | J | G | P | PF  | PC  | DP  |
| --- | ----------------------- | ------ | - | - | - | --- | --- | --- |
| 1 | Campus Promete          | 5      | 3 | 2 | 1 | 236 | 210 | 26  |
| 2 | Fundal Alcobendas       | 5      | 3 | 2 | 1 | 218 | 184 | 34  |
| 3 | Universitario de Ferrol | 5      | 3 | 2 | 1 | 209 | 191 | 18  |
| 4 | ADBA                    | 3      | 3 | 0 | 3 | 153 | 231 | -78 |
| Fuente: Federación Española de Baloncesto: Clasificación de la Liga Femenina 2 - Final Grupo 1; actualización automática |                         |        |   |   |   |     |     |     |

### Grupo 2
| | Equipo                    | Puntos | J | G | P | PF  | PC  | DP  |
| --- | ------------------------- | ------ | - | - | - | --- | --- | --- |
| 1 | Gernika Bizkaia           | 6      | 3 | 3 | 0 | 205 | 152 | 53  |
| 2 | CB Al-Qázeres Extremadura | 5      | 3 | 2 | 1 | 173 | 167 | 6   |
| 3 | CREF ¡Hola!               | 4      | 3 | 1 | 2 | 176 | 192 | -16 |
| 4 | Durán Maquinaria Ensino   | 3      | 3 | 0 | 3 | 172 | 215 | -43 |
| Fuente: Federación Española de Baloncesto: Clasificación de la Liga Femenina 2 - Final Grupo 2; actualización automática |                           |        |   |   |   |     |     |     |

### Partidos para el ascenso
| Equipo 1          | Resultado | Equipo 2                  |
| ----------------- | --------- | ------------------------- |
| Campus Promete    | 55-68     | CB Al-Qázeres Extremadura |
| Fundal Alcobendas | 48-57     | Gernika Bizkaia           |

## Postemporada
Ascendieron a Liga Femenina:
- Gernika Bizkaia (Campeonas).
- CB Al-Qázeres Extremadura (Subcampeonas).
- Campus Promete (por la ampliación de la Liga Femenina a 14 equipos).
- Universitario de Ferrol (por la ampliación de la Liga Femenina a 14 equipos).
- (  Fundal Alcobendas renunció al ascenso).[2]

Descendieron de Liga Femenina:
- Gdko Bizkaia.
- (  Beroil-Ciudad de Burgos renunció a la Liga Femenina, y tampoco se inscribió en la Liga Femenina 2).[3]
- (  Alimentos de Zamora no descendió por la renuncia del  Beroil-Ciudad de Burgos).

Descendieron a Primera División Fem:
- GoPro Barça CBS.
- McDonald's Tenerife.
- (  Universidad de Valladolid y  Pabellón Ourense también en posiciones de descenso, mantuvieron la categoría al ocupar vacantes).

Ascendieron desde Primera División Fem:
- UCAM Jairis.
- Snatt's Femení Sant Adrià.
- CB Adareva.
- CB Andratx (al ocupar vacantes).
- Syngenta CB Almería (al ocupar vacantes).
- (  CD Universidad de Salamanca renunció al ascenso).[4]

La Liga Femenina 2 mantendría 24 equipos en la siguiente temporada.